# Rhomboda fanjingensis
Rhomboda fanjingensis là một loài thực vật có hoa trong họ Lan. Loài này được Ormerod miêu tả khoa học đầu tiên năm 1995.